# Stella Meghie
Stella Meghie (Toronto, ...) è una regista, sceneggiatrice e produttrice cinematografica canadese.

## Biografia

### Formazione
Nata a Toronto da immigrati giamaicani, Meghie consegue una laurea in scrittura presso l'Università di Waterloo. Dopo aver lavorato per alcuni anni negli Stati Uniti nel campo della moda, Meghie si trasferisce a Londra e consegue una laurea in sceneggiatura presso l'Università di Westminster.

### Carriera
Meghe fa il suo debutto come regista, sceneggiatrice e produttrice nel 2016 con il film Jean of the Joneses. Presentato al SXSW Film Festival, il film ottiene successivamente il plauso della critica nonché delle nomination a premiazioni come gli independent Spirit Awards e ai Canadian Screen Awards, in entrambi i casi per la sceneggiatura dell'opera. In seguito a questo successo le viene affidata la regia del film Noi siamo tutto, il quale si rivela un buon successo commerciale con oltre 61 milioni di dollari d'incasso a fronte di un budget di circa 10 milioni. Le viene contestualmente affidata la regia di alcuni episodi di serie TV come Grown-Ish e Insecure.
Nel 2018 fa ritorno alle produzioni indipendenti con il film The Weekend, in cui torna a lavorare anche come sceneggiatrice e produttrice; il film viene presentato al Toronto International Film Festival. Nel 2020 dirige e sceneggia il filmThe Photograph - Gli scatti di mia madre, che ottiene un incasso di circa 20 milioni di dollari al botteghino. Sempre nel 2020 viene annunciata come regista di Whitney - Una voce diventata leggenda, biopic incentrato su Whitney Houston; sebbene la regia dell'opera sia stata assegnata infine a Kasi Lemmons, Meghie conserva il ruolo di produttrice esecutiva dell'opera.
Contestualmente viene annunciato che Meghie dirigerà e sceneggerà la serie animata Tiana, un prodotto distribuito in esclusiva su Disney+ che farà da sequel al film d'animazione La principessa e il ranocchio.

## Filmografia

### Cinema

#### Regista
- Jean of the Joneses (2016)
- Noi siamo tutto (2017)
- The Weekend (2018)
- The Photograph - Gli scatti di mia madre (2020)

#### Sceneggiatrice
- Jean of the Joneses (2016)
- The Weekend (2018)
- The Photograph - Gli scatti di mia madre (2020)

#### Produttrice
- Jean of the Joneses (2016)
- The Weekend (2018)
- Whitney - Una voce diventata leggenda (I Wanna Dance with Somebody), regia di Kasi Lemmons (2022)

### Televisione
- Insecure − Serie TV, 2 episodi (2017)
- Grown-ish − Serie TV, 3 episodi (2018-2019)
- First Wives Club − Serie TV, 1 episodio (2019)
- Tiana - Serie TV, (2024)